# Німецько-ботсванські відносини
Ботсвансько-німецькі відносини стосуються поточних та історичних відносин між Німеччиною та Ботсваною. У 2017 році колишній президент Ян Кхама відвідав Берлін, а в 2018 році колишній федеральний міністр економічного співробітництва та розвитку Герд Мюллер відвідав Ботсвану. Відносини в березні 2023 року вважалися відмінними.
У квітні 2024 року відносини загострилися після того, як президент Ботсвани Мокгвітсі Масісі пригрозив відправити 20 тис. слонів до Німеччини після суперечки про мисливські трофеї.